# Sétimo Apseu
Sétimo (português brasileiro) ou Septímio (português europeu) Apseu (em latim: Septimius Apsaeus) foi um nobre palmireno e então rebelde contra o imperador Aureliano (r. 270–275). Um importante cidadão em Palmira, primeiro oferece a púrpura a Marcelino, governador de Aureliano na região, mas logo ele e seus companheiros apoiam Sétimo Antíoco, filho da derrotada Zenóbia. A revolta, no entanto, foi efêmera, com Aureliano logo se aproximando da cidade e a arrasando.

## Vida

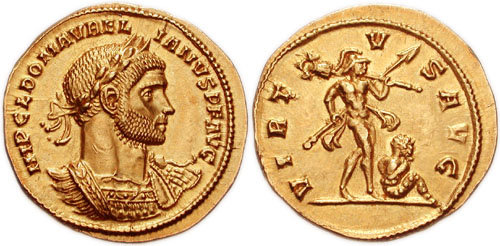
Áureo de Aureliano r.

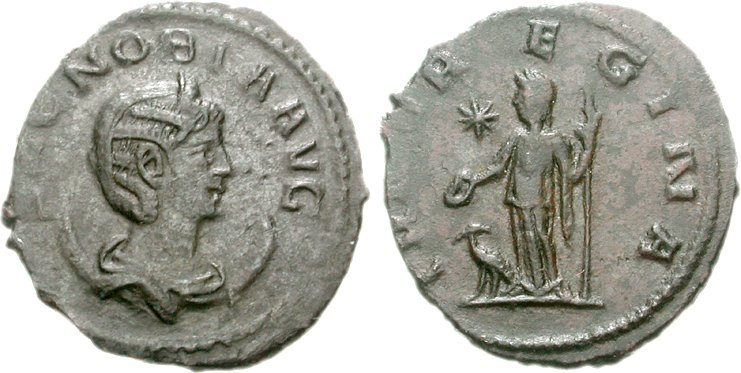
Antoniniano de Zenóbia r.

Apseu é citado numa inscrição de Palmira que lhe foi dedicada pela cidade e na qual é registrado como cidadão e protetor; a datação é desconhecida. Em 272/273, após a derrota de Zenóbia pelo imperador Aureliano (r. 270–275) e o fim do Império Palmireno, ele, que provavelmente liderava a fação anti-romana de Palmira, agitou-se e incitou Marcelino, governador local de Aureliano, a aceitar a púrpura. Marcelino fingiu concordar e enviou secretamente uma carta a Aureliano informando a situação; enquanto esperavam sua decisão, os rebeldes elevaram Sétimo Antíoco, filho de Zenóbia, como imperador. Firmo em Alexandria, no Egito, conjuntamente se rebela, talvez por instigação de Apseu.
Ao receber os informes, Aureliano reagiu rapidamente e na primavera alcançou a cidade, que foi punida severamente. Nada se sabe sobre o destino de Apseu e seus aderentes, e segundo Zósimo Antíoco foi poupado. Foi proposto que Antíoco pode ser identificado com o Aquileu citado na História Augusta no mesmo contexto. Segundo a obra, após subjugar Palmira, Aureliano deixou Sandário ali com guarnição de 600 arqueiros. Ao matarem Sandário, os locais proclamam Aquileu, aqui designado como parente de Zenóbia, como novo governante. Ao saber disso, Aureliano retornou da Europa e devastou a cidade.  Outros estudiosos, porém, associam Aquileu com Antíoco.